# Zérubia
Zérubia település Franciaországban, Corse-du-Sud megyében. Lakosainak száma 46 fő (2022. január 1.). Zérubia Aullène, Cargiaca, Moca-Croce, Serra-di-Scopamène, Santa-Maria-Figaniella és Zoza községekkel határos.

## Népesség
A település népessége az elmúlt években az alábbi módon változott:
| Lakosok száma | 50   | 27   | 34   | 27   | 34   | 38   | 43   | 50   | 48   | 46   |
|               | 1968 | 1982 | 1990 | 2006 | 2013 | 2015 | 2017 | 2019 | 2020 | 2022 |